# West Branch (Iowa)
West Branch es una ciudad ubicada en el condado de Cedar en el estado estadounidense de Iowa. En el Censo de 2010 tenía una población de 2322 habitantes y una densidad poblacional de 280,96 personas por km².
En esta ciudad nació en agosto de 1874 el que sería trigésimo primer presidente de los Estados Unidos, Herbert Hoover.

## Geografía
West Branch se encuentra ubicada en las coordenadas 41°39′46″N 91°20′26″O / 41.66278, -91.34056. Según la Oficina del Censo de los Estados Unidos, West Branch tiene una superficie total de 8.26 km², de la cual 8.26 km² corresponden a tierra firme y (0%) 0 km² es agua.

## Demografía
Según el censo de 2010, había 2322 personas residiendo en West Branch. La densidad de población era de 280,96 hab./km². De los 2322 habitantes, West Branch estaba compuesto por el 96.99% blancos, el 0.43% eran afroamericanos, el 0.22% eran amerindios, el 0.65% eran asiáticos, el 0.04% eran isleños del Pacífico, el 0.39% eran de otras razas y el 1.29% pertenecían a dos o más razas. Del total de la población el 2.11% eran hispanos o latinos de cualquier raza.